# Атурнарсе

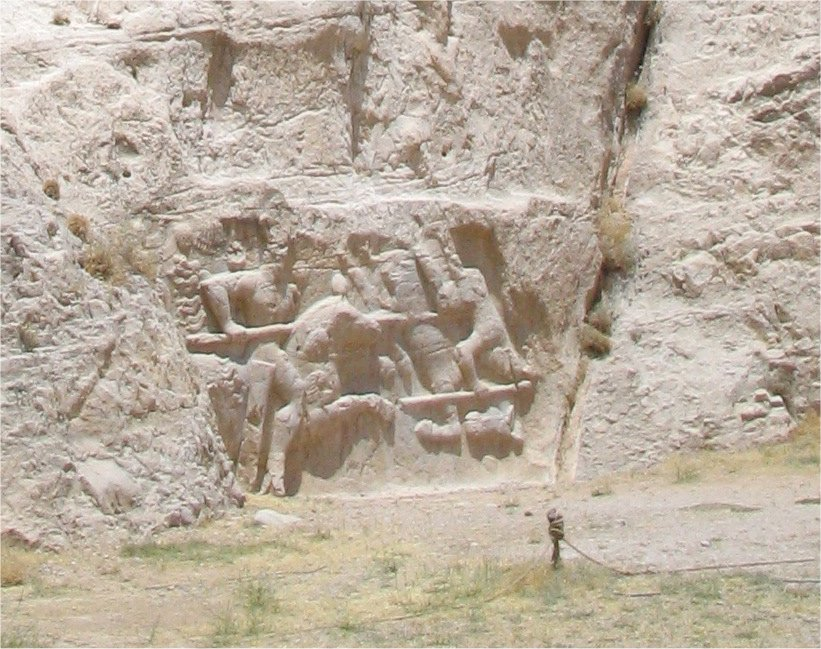
В комплексе Накше-Рустам прямо над рельефом Ормизда II имеются едва различимые остатки какого-то другого царского рельефа. По мнению иранских историков, это изображение коронации Атурнарсе — во всяком случае, так свидетельствует пояснение, размещённое там для туристов

Атурнарсе — возможно, был провозглашён царём царей (шахиншахом) Ирана в 307/308 году. Из династии Сасанидов, старший сын и наследник Ормизда II.
Надёжных свидетельств правления Атурнарсе не сохранилось. Рассказывают, что Атурнарсе был провозглашён царём после смерти Ормизда II и за короткий период времени проявил невиданную свирепость, обрушив казни не только на знать вообще, но и на членов своей семьи. В конце концов он приказал лишить жизни и беременную жену (или наложницу) своего отца. Но к тому времени при дворе уже созрел заговор, и Атурнарсе успели убить до того, как этот приказ был выполнен.
Арабский историк ат-Табари даёт совсем другой отчет о правопреемстве. По его словам Ормизд II умер, не оставив сына и персидская знать выбрала царём ещё не родившегося Шапура II.

«Умер он (Ормизд), не оставив сына. Народ об этом скорбел. В своей любви к царю люди спросили о самочувствии его вдовы и услышали, что она беременна. Другие же говорят, что сам Хормизд завещал корону нерождённому ребёнку в чреве его матери. И вот женщина родила сына — Шапура, Человека Плеч.»
Возможно, правил несколько месяцев.
| Сасаниды                  |                                                              |                    |
| Предшественник: Ормизд II | шахиншах Ирана и не-Ирана 307/308 (правил несколько месяцев) | Преемник: Шапур II |